# Bastei

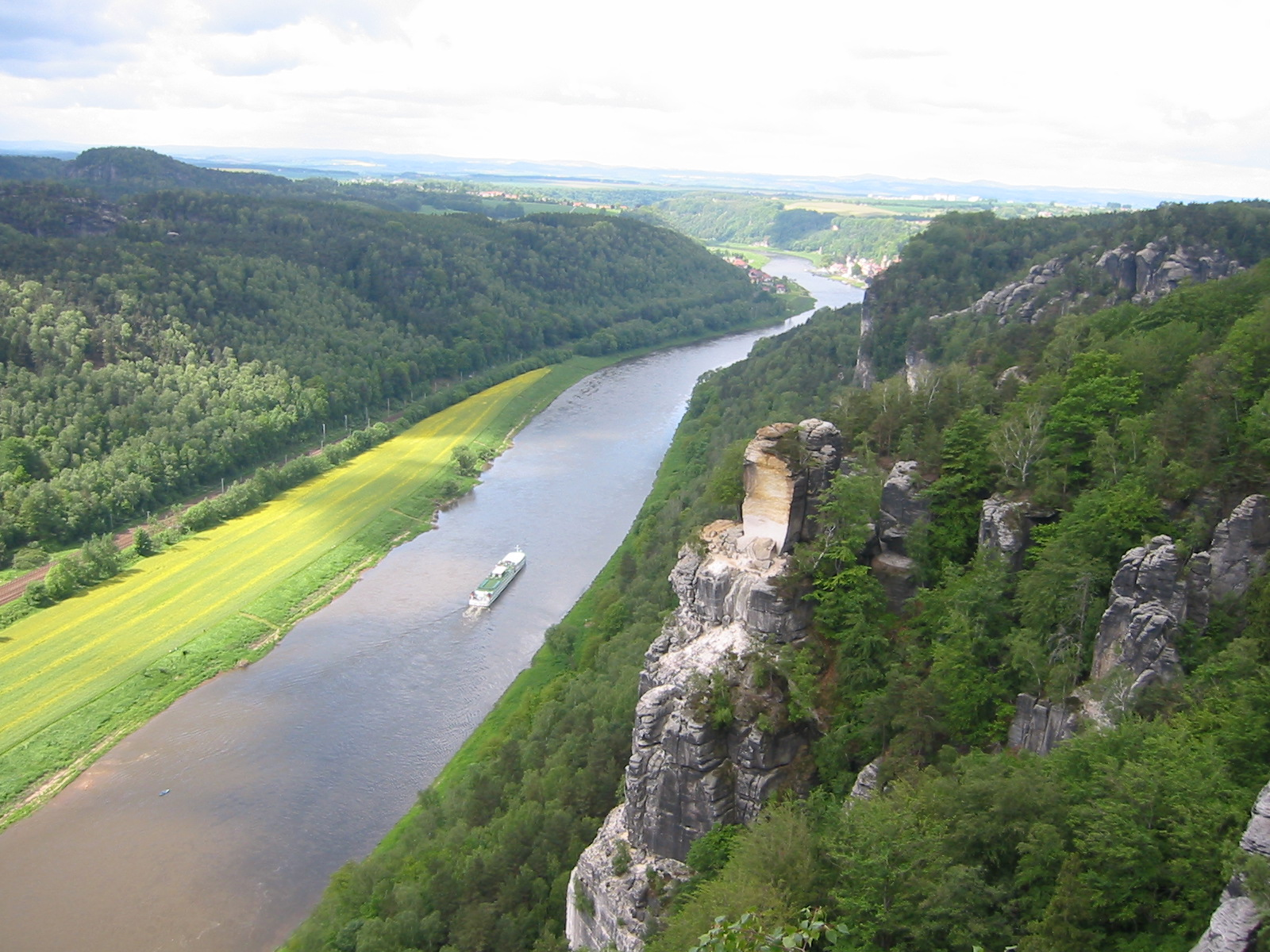
Pohled z Bastei do údolí Labe

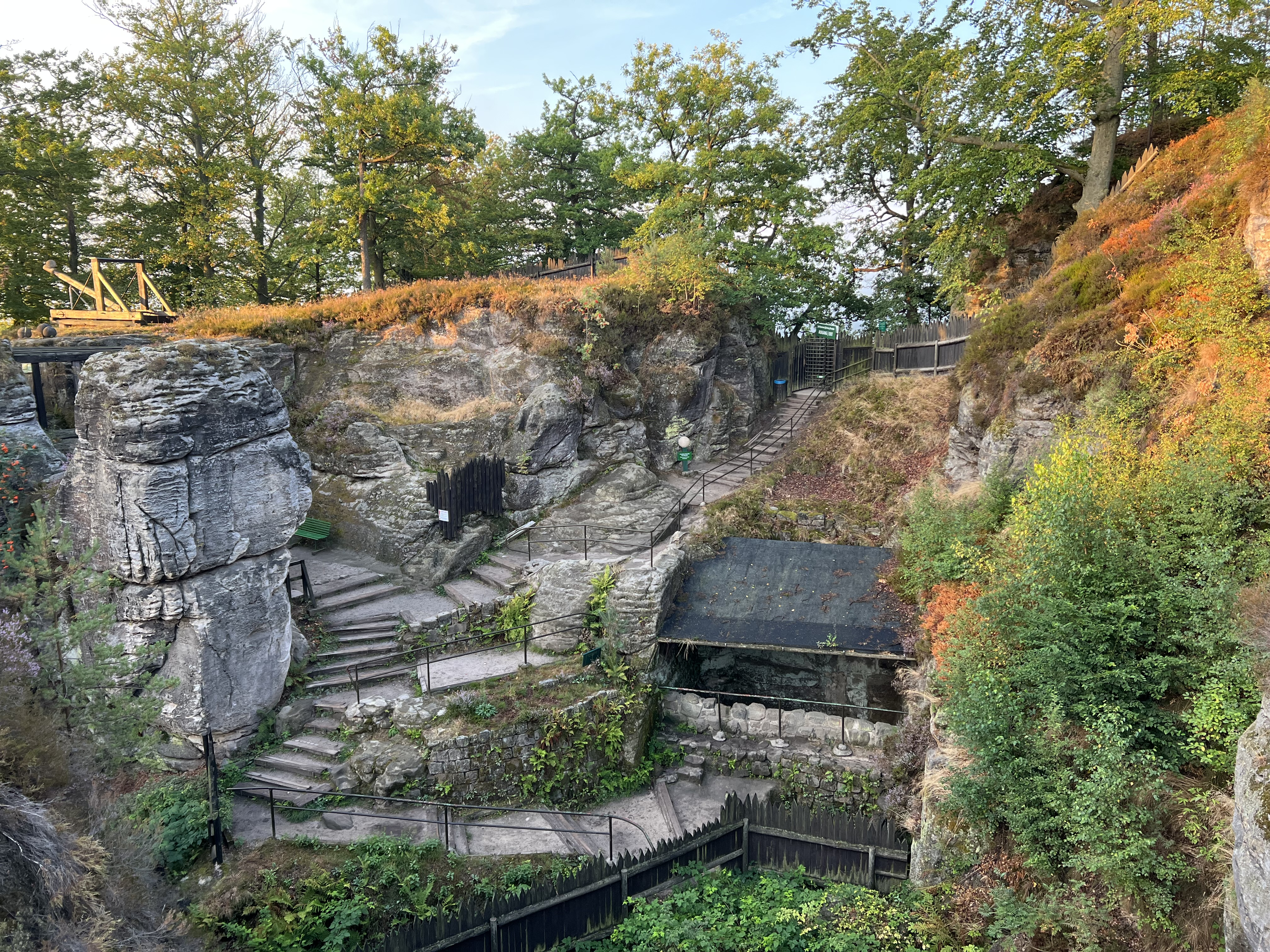
Pozůstatky skalního hradu Neurathen

Bastei (305 m n. m.) je skalní útvar s vyhlídkovými plošinami v Saském Švýcarsku na pravém břehu Labe mezi lázeňským městečkem Rathen a městem Stadt Wehlen. Je to jedna z nejnavštěvovanějších turistických atrakcí v Saském Švýcarsku. Z bašty úzkého skalního útesu ve výšce 194 m nad hladinou řeky Labe se nabízejí široké výhledy na údolí řeky a na Labské pískovce. Na náhorní plošině za skalním útvarem je hotel s restaurací. Nachází se na území Národního parku Saské Švýcarsko.
Skalní most Basteibrücke pochází z roku 1851, kdy nahradil původní dřevěný most z roku 1824.